# 堀田正義
堀田 正義（ほった まさよし、文化13年2月6日（1816年3月4日） - 天保12年8月3日（1841年9月17日））は、近江宮川藩の第7代藩主。堀田家宗家9代。
美濃大垣藩主・戸田氏庸の三男。通称は仁四郎、初名は庸晴。正室は堀田正民の娘。官位は従五位下、豊前守。
天保9年（1838年）4月28日、将軍徳川家慶に拝謁する。同年10月11日、養父正民の死去により家督を継いだ。同年12月16日、従五位下・豊前守に叙任する。天保12年（1841年）8月3日に26歳で死去し、跡を養嗣子の正誠が継いだ。

## 系譜
父母
- 戸田氏庸（実父）
- 堀田正民（養父）

正室
- 純 - 堀田正民の娘

養子
- 堀田正誠 - 本多助信の次男